# (466526) 2014 QA432
(466526) 2014 QA432 es un asteroide perteneciente al cinturón de asteroides, descubierto el 13 de marzo de 2012 por el equipo Spacewatch desde el Observatorio Nacional de Kitt Peak (Arizona, Estados Unidos).